# Cinnamomum sinharajaense
Cinnamomum sinharajaense är en lagerväxtart som beskrevs av André Joseph Guillaume Henri Kostermans. Cinnamomum sinharajaense ingår i släktet Cinnamomum och familjen lagerväxter. Inga underarter finns listade i Catalogue of Life.